# كلوريد الموليبدنوم الخماسي
كلوريد الموليبدنوم الخماسي (أو خماسي كلوريد الموليبدنوم) هو مركب كيميائي لاعضوي صيغته MoCl5 ويوجد على هيئة صلب أخضر داكن.

## التحضير
يحضر هذا المركب من التفاعل المباشر بين عنصري الكلور والموليبدنوم:
{\displaystyle {\ce {2 Mo + 5 Cl2 -> 2 MoCl5}}}

## الخواص
يوجد هذا المركب في الشروط القياسية على هيئة صلب أخضر داكن، ويوجد في الشروط العادية على هيئة ثنائي وحدات (ديمر) Mo2Cl10؛ مع وجود ربيطتين جسريتين من الكلور بين ذرتي الموليبدنوم.